# Turkvision Song Contest 2016
Il Turkvision Song Contest 2016 doveva essere la 4ª edizione del concorso musicale che doveva svolgersi a Istanbul in Turchia. 
Inizialmente la finale doveva essere a dicembre, ma è slittata a febbraio-marzo 2017 con data da definirsi, fino alla cancellazione dell'evento.

## Location
Nel maggio 2016 è stato annunciato che la città che doveva diventare host della quarta edizione del concorso era Adalia. Tuttavia, l'11 luglio 2016, è stato confermato che l'annuncio fatto era in realtà errato, e la città ufficiale che avrebbe accolto per la seconda volta sarebbe stata Istanbul.
Per il secondo anno consecutivo, la sede doveva il Centro Culturale Yahya Kemal Beyatli, che ha 10.000 posti coperti di 30.000 posti a totale nel distretto Küçükçekmece di Istanbul.

## Cancellazione
L'8 dicembre 2016, era stato annunciato che l'evento sarebbe stato spostato verso febbraio-marzo del 2017. Tuttavia è stato poi confermato che l'evento sarebbe stato cancellato a 
causa dell'esplosione di una bomba davanti a un commissariato a Istanbul. L'evento è stato quindi riassegnato per il 31 agosto 2017 e si sarebbe dovuto tenere presso il Saryarka Velodrome, ad Astana in Kazakistan.